# Georges Nagelmackers
Georges Nagelmackers (n. 24 iunie 1845, Liège, Valonia, Belgia – d. 10 iulie 1905, Villepreux⁠(d), Seine-et-Oise, Franța) a fost un inginer constructor ce a reprezentat Belgia, medaliat olimpic. A participat la o ediție a Jocurilor Olimpice (1900) în care a câștigat o medalie de aur.

## Participări
Lista de mai jos prezintă principalele competiții la care a participat Georges Nagelmackers de-a lungul carierei.
- Équitation aux Jeux olympiques d'été de 1900 - Attelage à quatre chevaux[*]